# (33651) 1999 JG84
1999 JG84 (asteroide 33651) é um asteroide da cintura principal. Possui uma excentricidade de 0.15234440 e uma inclinação de 15.91369º.
Este asteroide foi descoberto no dia 12 de maio de 1999 por LINEAR em Socorro.